# Catedral do Arcanjo São Miguel
A Catedral do Arcanjo São Miguel, por vezes Catedral do Arcanjo Miguel ou simplesmente Catedral do Arcanjo (em russo: Архангельский собор; romaniz.: Arkhangelsky sobor) é uma catedral na Praça das Catedrais no Kremlin de Moscovo.
Foi construída entre 1505 e 1508, sob supervisão do arquiteto italiano Aloisio Lamberti da Montignana (conhecido em russo como Aliéviz Friazin, ou Aliéviz Novy) no lugar de uma antiga catedral, fundada em 1333.
Tem frescos dos séculos XVI e XVII. Alguns são obra de Yakov de Kazan, de Stepan de Riazan e de Iosif Vladímirov. O trabalho de cantaria dos muros tem uma clara influência do Renascimento italiano. Destaca-se uma iconóstase de madeira dourada de 13 metros de altura, decorada com ícones dos séculos XVII-XIX. Os candeeiros são do século XVII.
Comparada com as outras duas maiores catedrais do Kremlin (Catedral da Dormição e Catedral da Anunciação), a Catedral do Arcanjo São Miguel é substancialmente diferente em estilo, apesar de manter um formato tradicional. Imita a disposição da Catedral da Assunção com as suas cinco cúpulas (representando Jesus Cristo e os Quatro Evangelistas). Porém, o exterior, com nichos semicirculares cobertos com ornamentos florais, aponta para influências da renascença italiana. Na catedral são celebradas as vitórias do exército russo.

## Túmulos
Até ao século XVII, foi lugar de sepultura dos czares e grandes príncipes da Rússia. Há 54 túmulos na catedral e 46 lápides de pedra decorada. Entre os sepultados encontram-se:
| Nome                               | Datas     | Título                                                   |
| ---------------------------------- | --------- | -------------------------------------------------------- |
| Ivã I Kalita                       | 1288-1340 | Príncipe de Moscovo e Grande Príncipe de Vladimir        |
| Simão, o Arrogante                 | 1316-1353 | Príncipe de Moscovo e Grande Príncipe de Vladimir        |
| Ivã II, o Glorioso                 | 1326-1359 | Príncipe de Moscovo e Grande Príncipe de Vladimir        |
| Demétrio do Don (Dmitri Donskoy)   | 1350-1389 | Grande Príncipe de Moscovo e de Vladimir                 |
| Basílio I ou Vasili I              | 1371-1425 | Grande Príncipe de Moscovo e de Vladimir                 |
| Basílio II, o Cego (Vasili Tiomni) | 1415-1462 | Grande Príncipe de Moscovo e de Vladimir                 |
| Ivã III, o Grande                  | 1440-1505 | Grande Príncipe de Moscovo e de Vladimir                 |
| Basílio III                        | 1479-1533 | Grande Príncipe de Moscovo e de Vladimir                 |
| Ivã IV, o Terrível                 | 1530-1584 | Grande Príncipe de Moscovo e de Vladimir, Czar da Rússia |
| Miguel I da Rússia                 | 1596-1645 | Czar da Rússia                                           |
| Aleixo                             | 1629-1676 | Czar da Rússia                                           |
| Teodoro III                        | 1661-1682 | Czar da Rússia                                           |
| Ivã V                              | 1666-1696 | Czar da Rússia                                           |
| Pedro II                           | 1715-1730 | Imperador de Todas as Rússias                            |